# Maboko
Maboko est une petite île située dans le golfe de Winam du lac Victoria dans la province de Nyanza de l'Ouest du Kenya. Elle mesure environ 1,8 km de long par 1 km de large. 
Elle représente un site important pour la paléontologie du Miocène moyen avec des dépôts fossilifères qui ont été découverts dans les années 1930. L'âge des dépôts est estimé à 15-16 millions d'années, et ils sont particulièrement importants pour l'abondance des fossiles de primates qu'ils contiennent.